# Hällingsåfallet
Hällingsåfallet este o arie protejată (arie specială de conservare — SAC, sit de importanță comunitară — SCI) din Suedia întinsă pe o suprafață de 16,2 ha, integral pe uscat.

## Localizare
Centrul sitului Hällingsåfallet este situat la coordonatele 64°21′03″N 14°23′27″E / 64.3507°N 14.3909°E.

## Înființare
Situl Hällingsåfallet a fost declarat sit de importanță comunitară în ianuarie 1997 pentru a proteja un număr necunoscut de specii din flora spontană și fauna sălbatică aflate în arealul zonei. Situl a fost protejat și ca arie specială de conservare în decembrie 2009.

## Biodiversitate
Situată în ecoregiunea alpină, aria protejată conține 2 habitate naturale: Taiga vestică, Râuri de munte și vegetația erbacee de pe malurile acestora.
La baza desemnării sitului se află un număr nedeclarat de specii protejate.